# بانیان
بانیان، روستایی از توابع بخش مرکزی شهرستان فسا در استان فارس ایران است. لفظ بانیان در تلفظ عامیانه "بَنیون" گفته می شود.بانیان. ( اِخ ) به مسافت کمی میانه شمال و مشرق شهر فسا است. ( فارسنامه ناصری ). دهی است از دهستان حومه بخش مرکزیشهرستان فسا که در یک هزارگزی شمال فسا بر کنار شوسه فسا به اصطهبانات و نیریز در جلگه واقع است. ناحیه ای است با آب وهوای معتدل و 775 تن سکنه. محصول عمده آن غلات و پنبه و شغل مردمش زراعت و قالی بافی است. ( از فرهنگ جغرافیائی ایران ج 7 ).

## جمعیت
این روستا در دهستان کوشک قاضی قرار دارد و بر اساس سرشماری مرکز آمار ایران در سال ۱۳۸۵، جمعیت آن ۱٬۲۵۲ نفر (۳۳۷خانوار) بوده‌است.

## مردم
پیشه اکثر مردم این روستا کشاورزی و باغ‌داری است و عده کمی نیز دامدار هستند. زبان رایج مردم بانیان همان زبان فارسی با لهجه فسا می باشد.